# Uljana Gromowa
Uljana Matwiejewna Gromowa (ros. Ульяна Матвеевна Громова, ur. 3 stycznia 1924 w miejscowości Sorokino (późniejsze miasto Krasnodon), zm. 16 stycznia 1943) – radziecka partyzantka, działaczka podziemnej organizacji komsomolskiej „Młoda Gwardia”, uhonorowana pośmiertnie tytułem Bohatera Związku Radzieckiego (1943).

## Życiorys
Urodziła się w rosyjskiej rodzinie robotniczej. Skończyła szkołę w Krasnodonie, podczas wojny z Niemcami była jedną z przywódców i organizatorów walki młodzieży z okupantami. We wrześniu 1942 została członkiem sztabu organizacji komsomolskiej „Młoda Gwardia”, brała udział w opracowaniu planu podpalenia giełdy pracy, układała teksty ulotek i rozlepiała je po mieście. W przeddzień 25-lecia rewolucji październikowej uczestniczyła w wywieszeniu czerwonej flagi nad kopalnią. Została aresztowana przez Niemców i po okrutnych torturach zamordowana. Miała 19 lat. Pochowano ją w zbiorowej mogile na centralnym placu Krasnodonu. Decyzją Prezydium Rady Najwyższej ZSRR z 13 września 1943 pośmiertnie otrzymała tytuł Bohatera Związku Radzieckiego i Order Lenina. Jej imieniem nazwano ulice w wielu miejscowościach w ZSRR, a także drużyny i oddziały.